# Mordella armeniaca
Mordella armeniaca es una especie de coleóptero de la familia Mordellidae.

## Distribución geográfica
Habita en Armenia.